# Micrurus meridensis
Micrurus meridensis (мерідський кораловий аспід) — вид отруйних змій родини аспідових (Elapidae). Ендемік Венесуели.

## Поширення і екологія
Мерідські коралові аспіди мешкають в горах Кордильєра-де-Мерида на заході Венесуели, у місцевості Больсон-Арідо-де-Лагунільяс. Вони живуть в сухих колючих чагарниках на низьких схилах. Зустрічаються на висоті 900  м над рівнем моря.

## Збереження
МСОП класифікує цей вид як такий, що перебуває під загрозою зникнення. Micrurus meridensis загрожує знищення природного середовища.